# Pierre d'Espagne
Plusieurs personnages sont désignées par ce nom : le pape Jean XXI, Pierre d'Espagne le Logicien, Pierre d'Espagne le Portugais, Pierre d'Espagne le Médecin de Compostelle, Pierre d'Espagne l'Inconnu, Pierre d'Espagne l'Alchimiste.

## Présentation
Deux traités de logique importants sont attribués à Pierre d'Espagne :
- le Tractatus interpolé dans les Summulae logicales magistri Petri Hispani,
- les Syncategoremata.

L'auteur de ces deux traités attribués à Pierre d'Espagne est discuté. Ces traités ont longtemps été attribués à Pierre d'Espagne, un Portugais devenu en 1276 le pape Jean XXI. Une autre tradition attribue le Tractatus à un dominicain espagnol. Au XVe siècle, le Tractatus est attribué à un Petrus Ferrandi Hispanus, mort entre 1254 et 1259.
Aucune donnée n'est connue sur la carrière éducative de Pierre d'Espagne. Les développements contenus dans le Tractatus ont des caractéristiques typiques de la tradition parisienne.
Pierre d'Espagne a appuyé l'enquête qui a conduit à la condamnation des thèses avéroïstes par l'évêque de Paris Étienne Tempier, en 1277.
Le Syncategoreumata continue un travail similaire de Jean Pagus, daté entre 1225 et 1235.  
Un Petrus Hispanus, généralement identifié comme le même érudit, a également été crédité comme l'auteur d'un Commentaire sur Isaac, l'un des textes fondamentaux de la pharmacologie clinique. Un Pedro Hispano a également été crédité du Thesaurus Pauperum (Trésor des pauvres), un manuel médical complet sur les maladies et les remèdes.

## Éditions
- Peter of Spain (Petrus Hispanus Portugalensis), Tractatus called afterwards Summulae logicales, first critical edition from the Manuscripts with an Introduction by L.M. de Rijk, Assen, Van Gorcum, 1972,  (ISBN 90-232-0975-3), compte-rendu par Roland Hissette, dans Revue Philosophique de Louvain, 1978,  30, p. 236-237
- Peter of Spain (Petrus Hispanus Portugalensis), Syncategoreumata, first critical edition with an introduction and indexes by L.M. de Rijk with an english translation by Joke Spruyt, Brill, Leiden, 1992,  (ISBN 978-90-04-09434-5) (Introduction)

## Source
- (en) Cet article est partiellement ou en totalité issu de l’article de Wikipédia en anglais intitulé « Peter of Spain » (voir la liste des auteurs).